# Bassignac-le-Haut
Bassignac-le-Haut település Franciaországban, Corrèze megyében. Lakosainak száma 152 fő (2022. január 1.). Bassignac-le-Haut Auriac, Darazac, Gros-Chastang, Marcillac-la-Croisille, Saint-Martin-la-Méanne, Saint-Merd-de-Lapleau és Servières-le-Château községekkel határos.

## Népesség
A település népességének változása:
| Lakosok száma | 476  | 395  | 311  | 164  | 196  | 189  | 179  | 158  | 156  | 152  |
|               | 1968 | 1982 | 1990 | 2006 | 2013 | 2015 | 2017 | 2019 | 2020 | 2022 |